# Antrocephalus hypsopygiae
Antrocephalus hypsopygiae är en stekelart som beskrevs av Masi 1928. Antrocephalus hypsopygiae ingår i släktet Antrocephalus och familjen bredlårsteklar.
Artens utbredningsområde är:
- Cypern.
- Kazakstan.
- Kroatien.

Inga underarter finns listade i Catalogue of Life.